# 汪卫华
汪卫华（1963年7月23日—），男，汉族，安徽宁国人，材料物理学家，中国科学院院士，发展中国家科学院院士。

## 生平
1987年毕业于安徽师范大学物理系，1990年于中国科学院固体物理研究所材料物理学硕士研究生毕业，1993于中国科学院物理研究所获博士学位。1994年至1997年先后在德国哥廷根大学和柏林Hahn-Mitner所作博士后研究和洪堡学者；现任中国科学院物理研究所研究员，中国科学院极端条件物理重点实验室主任。2018年4月，松山湖材料实验室揭牌，汪卫华任实验室主任。

## 学术贡献
主要从事非晶态物理，新型非晶、纳米材料及其它亚稳材料在高压、低温、微重力等极端条件下的制备、结构、物性研究。主持国家杰出青年科学基金项目，国家自然科学基金委创新研究群体项目，国家自然科学基金重点项目和面上项目，国家973计划项目等多项。在Science，Nature等学术期刊上发表SCI论文300多篇。作为主要获奖人获得99年国家科技进步二等奖，99年中科院自然科学奖二等奖；其中铈基金属玻璃新材料的研制入选“2005年度中国基础研究十大新闻”，合成室温超大塑性金属玻璃研究入选“2007年度中国基础研究十大新闻”。

## 奖项和荣誉
- 1999年，获国家科技进步二等奖
- 2000年，获国家技术发明二等奖（第二完成人）[7]
- 2007年，入选中国科学院院士增选初步候选人名单[8]
- 2009年，获中国物理学会周培源物理奖[9]
- 2009年，入选中国科学院院士增选初步候选人名单[10]
- 2010年，获国家自然科学二等奖（第一完成人）[11]
- 2011年，入选中国科学院院士增选有效候选人名单[12]
- 2013年，当选美国物理学会会士（APS fellow）
- 2015年，当选中国科学院院士[13]
- 2016年，当选发展中国家科学院院士[14]
- 2017年，荣获第24届国际非晶纳米结构材料会议资深科学家奖[15]
- 2017年，获首届全国创新争先奖[16]
- 2019年，获国家自然科学二等奖（第五完成人）[17]
- 2020年，获何梁何利基金科学与技术进步奖[18]
- 2021年，获广东省五一劳动奖章[19]